# Доктор
 Тази статия е за образователна и научна степен в България.  За медицинското лице вижте лекар.  
Вижте пояснителната страница за други значения на Доктор.
Титлата доктор има няколко значения в областта на науката, които са различни от медицинския специалист, упражняващ лекарска професия.

## Доктор
Доктор е образователна и научна степен, присъждана от висши училища (университети, висши академии и др.) или научно-изследователски организации, упълномощени да провеждат обучение на докторанти. В европейските страни, САЩ и по света аналогичната степен е доктор по философия. Подготовката на докторантски труд е чрез обучение, наречено докторантура, а обучаваното лице се нарича докторант. Докторантът се обучава под научното ръководство на хабилитирано лице (доцент, професор, старши научен сътрудник II или I степен, член-кореспондент на БАН).
В България между 1949 г. и 2010 г. се присъжда от научно жури (Висшата атестационна комисия) за защитен докторантски труд, наричан дисертация. През втората половина на XX век по силата на тогава действащия и вече отменен Закон на научните степени и звания, образователната и научна степен „доктор“ се е наричала кандидат на науките до 1995 г. В България са възприети 3 форми на докторантура – редовна (с продължителност минимум 3 години), задочна (минимум 4 години) и свободна. Редовна и задочна докторантура започват лица, издържали конкурс за докторант по научната специалност и чужд език. В свободна докторантура се записва лице, частично извършило изследователска работа по темата на докторантурата и представило доклад за тази работа, който съответно е разгледан и одобрен от първично научно звено.
В зависимост от научната област по време на докторантурата, докторантът извършва специфичната изследователска работа, заложена в неговия индивидуален план, подготвя се теоретично в областите, залегнали в същия план, явява се на докторантски изпит по научната специалност и разработва дисертационния си труд. Докторантският труд се разглежда в научната организация, което се нарича „вътрешна защита“ и при положителна оценка се насочва към публична защита пред научното жури. До месец преди защитата, рецензиите и становищата от членовете на научното жури се публикуват на сайта на научната организация.
Правилната употреба на степента е „доктор по ... (научно направление)“, например „доктор по икономика“ и т.н. Съкратено степента се изписва пред името на лицето като „д-р“. За работещите в сферата на медицината и здравеопазването се изписва след името, като д.м. (доктор по медицина); д.ф. (доктор по фармация), д.б. (доктор по биология) и т.н.

## Доктор на науките
Доктор на науките е научна степен, която в България също се присъжда от научно жури (до 2010 г. от ВАК) за защитена докторска дисертация. Най-често дисертационният труд е резултат от самостоятелна подготовка на дисертанта. Процедурата съответства на описаната по-горе процедура за подготовка и защита на дисертация за степен „доктор“.
Точната употреба на степента е „доктор на ... (направление в мн.ч.) науки“. Съкращението на степента предшества името на удостоения и се състои от началните букви на думите в израза (съответно за тези примери: д.ф.н., д.б.н., д.и.н. и д.ик.н.).

## Почетен доктор
Доктор хонорис кауза (или почетен доктор) е почетно научно звание, което в България се присъжда от висше училище за заслуги към развитието на науката и висшето образование на български и чуждестранни граждани. Носителите на званието имат право ежегодно да изнасят публична лекция във висшето училище, което им е присъдило званието.